# Stanisław Mirkowski
Stanisław Mirkowski (ur. 16 czerwca 1934, zm. 26 kwietnia 2007) – polski wojskowy, pułkownik ludowego Wojska Polskiego.

## Życiorys
We wrześniu 1952 podjął naukę w Oficerskiej Szkole Wojsk Ochrony Pogranicza w Kętrzynie. W 1963 ukończył Wojskową Akademię Techniczną. W 1985 odszedł do rezerwy ze stanowiska zastępcy dowódcy Górnośląskiej Brygady WOP ds. technicznych. Był aktywnym członkiem PZMot. oraz Stowarzyszenia Rzeczoznawców Techniki Motoryzacyjnej i Ruchu Drogowego. Odznaczony Krzyżem Kawalerskim i Oficerskim Orderu Odrodzenia Polski oraz wieloma innymi odznaczeniami państwowymi, resortowymi oraz stowarzyszeniowymi i samorządowymi. Pochowany na Cmentarzu Centralnym w Gliwicach (sektor E1, rząd 13, nr grobu 39).

## Odznaczenia
- Krzyż Oficerski Orderu Odrodzenia Polski
- Krzyż Kawalerski Orderu Odrodzenia Polski
- Złoty Krzyż Zasługi
- Srebrny Krzyż Zasługi
- Medal 40-lecia Polski Ludowej
- Złoty Medal „Siły Zbrojne w Służbie Ojczyzny”
- Srebrny Medal „Siły Zbrojne w Służbie Ojczyzny”
- Brązowy Medal „Siły Zbrojne w Służbie Ojczyzny”

i wiele innych.